# Országgyűlési választások a Magyar Népköztársaságban
Országgyűlési választásokat a Magyar Népköztársaságban 1949. augusztus 20-a és 1989. október 23-a között nyolc alkalommal tartottak. E cikkben kilencedikként ide soroljuk az 1949 tavaszán tartott első egypártrendszerű választást is, mely jogi és politikai körülményeit tekintve már lényegében megegyezett a népköztársasági alkotmány elfogadását (1949. augusztus 20.) követően tartott választásokkal.
Az egypártrendszer körülményei között az országgyűlési választás tulajdonképpen a rendszer önigazolását szolgáló politikai demonstráció volt. Valódi téttel, vagy befolyással a (nagy)politika alakulására alig rendelkezett, mivel a döntések (és a törvények elsöprő többsége) nem a parlamentben születtek. Mi több, az 1949-ben létrehozott Népköztársaság Elnöki Tanácsa (NET) szintén fel lett jogosítva az országgyűlés legtöbb jogkörének gyakorlásával, így a törvényhozásra is; ennélfogva a törvények többségét a NET hozta, vagy módosította (kivéve az alkotmányt, ami az Országgyűlés kizárólagos hatáskörében maradt). A parlament formalitásként, többnyire csak évente négyszer, akkor is csak két-két hétig ülésezett, mivel a szocializmusban a NET-et használták annak kiváltására. Az ország végrehajtó szerve (kormánya) a Minisztertanács volt. 
Az 1985 előtti nyolc választás többnyire egyfordulós és nagyrészt szintén formális volt, a választókerületeknek csak töredékében lehetett ténylegesen több jelölt közül választani. Az 1985-ös választás annyiban volt sajátos, hogy akkor kötelező többes jelölés volt, ezért az egyéni választókerületek jelentős részében második fordulóra is szükség lett. 1970-ben eltörölték ugyan a Hazafias Népfront jelöltállítási monopóliumát (elvileg bármely választópolgár jelölhetett vagy lehetett jelölt), azonban a jelöltállítási procedúrát továbbra is a Népfront felügyelte, az 1983-ban alkotott új választási törvény pedig a jelöltté válás kötelező feltételévé tette a Népfront programjának elfogadására vonatkozó írásos nyilatkozatot.
Szintén sajátságos módon a választásokon nem pártok indultak, hanem az ezekből szervezett és az idők során kétszer is átnevezett egyetlen egységfront, név szerint a Magyar Nemzeti Függetlenségi Front (1944–1949), majd Magyar Függetlenségi Népfront (1949–1954) végül Hazafias Népfront (1954–1990). Minden jelölt, akár párttag volt, akár nem, a Népfront jelöltjeként indult. Ez alól az 1985-ös választás volt az egyetlen kivétel, ahol 71 Népfronton kívüli is indulhatott.
A választási részvétel mindvégig „erősen ajánlott” volt: a névjegyzék alapján megállapítható volt, kik maradtak távol és őket jó indok híján különböző vegzálások érhették. Ennek folytán az általános részvétel és 1985-ig a jelöltek eredményei is általában 98-99% körül végződtek.

## Országgyűlési választások

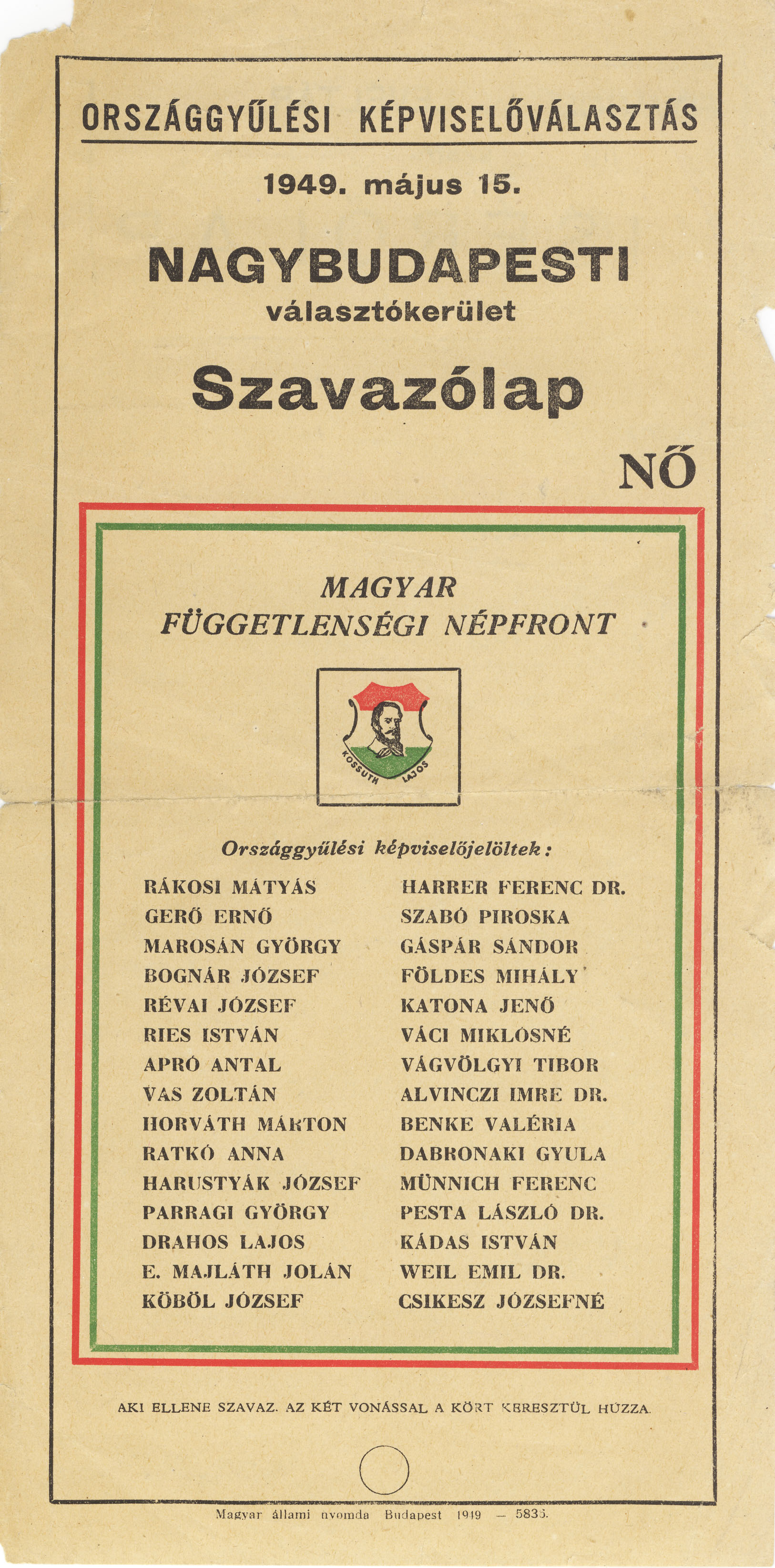
1949-es szavazólap

### 1949
A választást 1949. május 15-én tartották meg még a Magyar Köztársaságban, de ekkorra a kommunisták már gyakorlatilag az összes pártot sikeresen „felszalámizták”; azaz vezetőiket, prominens tagjaikat szinte kivétel nélkül letartóztatták, vagy emigrációba, esetleg kollaborációra kényszerítették. Az egyetlen baloldali rivális Szociáldemokrata Pártot (némi erőszakkal) 1948-ban beolvasztották a Magyar Kommunista Pártba, létrehozva ezzel a Magyar Dolgozók Pártját (MDP). A korábbi koalíciós pártokat (FKGP, Nemzeti Parasztpárt) a kommunistákkal együttműködni kész politikusaik vezetésével (mint Dobi István, Bognár József, Ortutay Gyula, Antall József, illetve Erdei Ferenc és Darvas József és még sokan mások) aztán 1949. február 1-jén belekényszerítették az MDP-vel közös (és általuk uralt) egységfrontba, a Magyar Függetlenségi Népfrontba. Az országgyűlési választáson már csak ennek a frontnak a területi listáira lehetett szavazni. A szavazólapon csupán az egyet nem értőknek kellett ikszelni, a jelölteket elfogadó szavazónak pusztán be kellett dobnia azt a gyűjtőurnába. Mivel a listán szereplő névsort az MDP gyakorlatilag kénye-kedve szerint állíthatta össze (formális egyeztetések persze voltak még a Front többi pártjával), már a választás előtt eldöntötték a parlament pontos, személy (és mandátumarány) szerinti összetételét; a szavazás puszta formalitás lett.
A Népfront listája összesen 95,6%-os eredményt ért el, ami alapján 285 MDP-s és 117 más pártból (főképp az FKGP-ből és a Nemzeti Parasztpártból) való, összesen tehát 402 képviselő jutott a törvényhozásba.
| Jelölő szervezet                  | Részvételi arány | Választási eredmény |
| --------------------------------- | ---------------- | ------------------- |
| Magyar Függetlenségi Népfront     | 94,7%            | 95,6%               |
| Összes parlamenti képviselő száma | MDP-tag          | Más pártból         |
| 402                               | 285              | 117                 |

A mandátumok megosztása a Népfronton belül a következőképp alakult
| Párt                            | Mandátumok száma | Mandátumok aránya |
| ------------------------------- | ---------------- | ----------------- |
| Magyar Dolgozók Pártja          | 285              | 70,89%            |
| Független Kisgazdapárt          | 62               | 15,42%            |
| Nemzeti Parasztpárt             | 39               | 9,70%             |
| Független Magyar Demokrata Párt | 10               | 2,49%             |
| Magyar Radikális Párt           | 4                | 1,00%             |
| pártonkívüliek                  | 2                | 0,50%             |

### 1953
Az 1949-ben más pártokból bejutott és még nem együttműködő képviselőket hamar kiszorították a hatalomból, amit egyúttal belső tisztogatás is követett. Az MDP, noha működésüket sosem tiltotta be, az 1949-ben még működő Népfronton kívüli és a Népfrontba erőszakolt pártokat is szintén rövid úton elsorvasztotta. Az 1953-as választásnak, amit május 17-én rendeztek meg, Sztálin március 5-iki halála adott különös apropót, ami után a Rákosi-rendszer gyakorlatilag pár hónap alatt összeomlott. Hiába „nyert” a Népfront listája még az előzőnél is nagyobb, 98,2%-os aránnyal, alig egy hónappal később, júniusban Moszkvában az SZKP vezetői Lavrentyij Berijával az élen Rákosi tevékenységét roppant kemény hangnemben és szándékosan az odarendelt vezetőtársai jelenlétében kritizálták meg, ami után Rákosi kénytelen volt háttérbe vonulni és eltűrni a desztalinizációs folyamatok elindítását.
Itt már csak párttagok, illetve pártonkívüliek szerepeltek a listán. Ekkorra a képviselők számát, ahogy az Országgyűlés szerepét is, jelentősen lecsökkentették. A választást többek között a népszerűsége csúcsán járó Bozsik Józseffel, az Aranycsapat tagjával is igyekeztek népszerűsíteni, akit a rendszer még egy 1950-es időközi választáson juttatott a parlamentbe (1957-ben kegyvesztett lett).
| Jelölő szervezet                  | Részvételi arány | Választási eredmény |
| --------------------------------- | ---------------- | ------------------- |
| Magyar Függetlenségi Népfront     | nincs adat       | 98,2%               |
| Összes parlamenti képviselő száma | MDP-tag          | pártonkívüli        |
| 298                               | 206              | 92                  |

### 1958

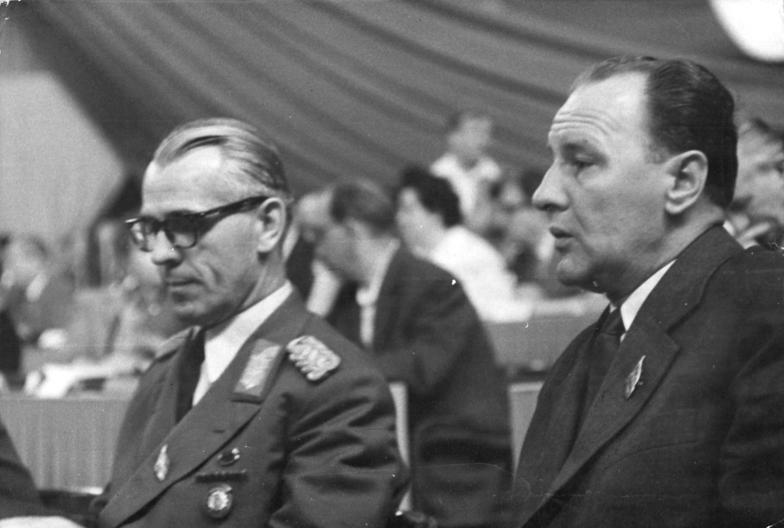
Kádár János és Willi Stoph 1958. július 12-én, a Német Szocialista Egységpárt V. kongresszusán

Az 1958-as választást november 16-án tartották. A törvény szerint 1957 kora nyarán kellett volna rá sort keríteni, de az 1956-os forradalom utáni feszült légkör miatt ezt akkor nem merték megtenni, inkább két évvel meghosszabbították az Országgyűlés mandátumát. A választást végül az 1958 végén esedékes tanácsi (mai szóval önkormányzati) választással egyszerre szervezték meg „az országgyűlési képviselők és tanácstagok általános választásaként”. Ekkortól kezdve 1985-ig (1975 kivételével) mindig tanácsi választást is tartottak az aktuális országgyűlésivel egyidőben.
A képviselők számát 336 főben szabták meg.
A választás egyúttal a Kádár-rendszer és az új állampárt, a Magyar Szocialista Munkáspárt (MSZMP) kvázi legitimációját is jelentette, ahol a Hazafias Népfront, mint a Magyar Függetlenségi Front utódszervezete ellen mindössze 0,4%-nyi „nem” került elő az urnákból (szám szerint 28 651 darab). Az eredmény jól jellemezte az 1949-1989 közötti választások „tisztaságát”.
A pártonkívüliek száma arányaiban és számszerűleg is még a korábbiaknál is alacsonyabb lett; 62-en voltak a 338-ból, amivel a mandátumok mindössze 18,34%-át birtokolták (persze ők sem voltak ellenzői a rendszernek).
| Jelölő szervezet                  | Részvételi arány | Választási eredmény |
| --------------------------------- | ---------------- | ------------------- |
| Hazafias Népfront                 | 98,4%            | 99,6%               |
| Összes parlamenti képviselő száma | MSZMP-tag        | pártonkívüli        |
| 338                               | 276              | 62                  |

### 1963
Az 1963-as választásra február 24-én került sor. 1958-hoz hasonlóan országos általános választás volt, azaz egyszerre választották az országgyűlési képviselőket és a helyi tanácstagokat is. Ekkorra már konszolidálódott a Kádár-rendszer, s a hatvanas évek elején már enyhülésnek indult; megszűntek a kuláklisták, illetve a polgári, vagy értelmiségi származásúak hátrányos megkülönböztetése a továbbtanulásnál, megtörtént a kapitalista országokba történő utazások bizonyos fokú engedélyezése, a külföldi rokonokkal történő kapcsolattartás könnyítése és a többi intézkedés, vagyis kiépült az úgynevezett gulyáskommunizmus.
Szándékosan a választások után, a március 15-iki nemzeti ünnepre időzítve általános amnesztiát hirdettek a politikai foglyok túlnyomó többségének (mintegy 20%-uk továbbra is börtönben maradt, ők később szabadultak, vagy le kellett, hogy töltsék büntetésük hátralevő részét). Cserébe Magyarország teljes jogú tagja lett az ENSZ-nek (amihez már 1955 decemberében csatlakozott, de 1956 októbere óta fel volt függesztve a tagsága). 
A képviselők számát 340 főben határozták meg, közülük 88-an voltak pártonkívüliek. A gulyáskommunizmus egyik sajátosságaként az emberek ekkor kezdtek el közönyössé válni másokkal, így a politikával szemben is és a politikusok is nagyjából ekkorra váltak a „nép fiaiból” elérhetetlen magasságokban lévő elvtársakká, s váltak mindinkább zárkózottabbakká. Egyúttal ekkoriban kezdték egyre kevésbé fontosnak tartani a társadalom véleményét a politika kérdéseivel kapcsolatban (amit ettől persze még ugyanúgy monitoroztak).
| Jelölő szervezet                  | Részvételi arány | Választási eredmény |
| --------------------------------- | ---------------- | ------------------- |
| Hazafias Népfront                 | 97,2%            | 98,9%               |
| Összes parlamenti képviselő száma | MSZMP-tag        | pártonkívüli        |
| 340                               | 252              | 88                  |

### 1967
Az 1967-es országos általános (azaz országgyűlési és helyi tanácstagi) választást március 19-én tartották. Különlegességét az adta, hogy az 1949-ben bevezetett választási rendszert (egy darab országos lista) eltörölték és helyette az 1966. évi III. törvénycikkben foglalt módon Magyarország területét 349 egyéni választókerületre osztották fel Jelölő szervezet továbbra is kizárólag a Hazafias Népfront (HNF) lehetett (a nem párttagok számára is) és többes jelölés esetén is (amire húsz év után először nyílt lehetőség) mindegyik jelölt a Népfront programját képviselte. Egyéni programmal sem HNF, sem független jelöltként nem lehetett indulni továbbra sem, ahogy önmagában független jelöltként sem.
| Jelölő szervezet                  | Részvételi arány | Választási eredmény |
| --------------------------------- | ---------------- | ------------------- |
| Hazafias Népfront                 | nincs adat       | nincs adat          |
| Összes parlamenti képviselő száma | MSZMP-tag        | pártonkívüli        |
| 349                               | 259              | 90                  |

### 1971
Az országos általános (azaz egyidejű országgyűlési és helyi tanácstagi) választást 1971. április 25-én tartották. (A fővárosi és megyei tanácsok tagjait azonban ettől kezdve közvetve választották, a választópolgárok helyett a helyi tanácsok döntöttek róluk.) Az egyéni választókerületek számát hattal 354-re növelték, ami 1985-ig változatlan maradt. A választás érdekességét az adta (adhatta volna), hogy az 1970. évi III. törvénnyel eltörölték a Hazafias Népfront jelöltállítási monopóliumát, tehát elvben bárki bárkit jelölhetett volna a választáson. Arról, hogy ez mégse így legyen, de legalábbis ne politikailag veszélyes mértékben, a rendszer önmagához híven adminisztratív úton igyekezett gondoskodni. Meghatározta, hogy a jelölőgyűléseken (ahol továbbra is akár több embert is lehetett jelölni) egy jelölt indításához a jelölőgyűlésen jelenlévők legalább egyharmadának támogatása volt szükséges, akik indulásának engedélyezéséről ezután a helyi választási elnökségek döntöttek (amiket a Hazafias Népfront állított fel). Az ekkor meghatározott 352 mandátumért végül 402-en szálltak versenybe; a Népfront jelöltjeire a helyi MSZMP szervezetek tehettek javaslatot (azaz jelölhették ki a személyt), vagyis a pártfelügyelet megmaradt, pusztán áttételes lett.
A szavazás módja is némileg változott; továbbra is csak az ellenszavazatot kellett feltüntetni a szavazólapon, de mostantól a jelölt nevének áthúzásával. Amelyik lapon senkit sem húztak ki, azt érvénytelennek tekintették.
| Jelölő szervezet                  | Részvételi arány | Választási eredmény |
| --------------------------------- | ---------------- | ------------------- |
| Hazafias Népfront                 | 98,7%            | nincs adat          |
| Összes parlamenti képviselő száma | MSZMP-tag        | pártonkívüli        |
| 352                               | 224              | 128                 |

### 1975
Az országgyűlési választást június 15-én rendezték meg. (Ezúttal nem került sor egyidejű tanácstagi választásra, ugyanis az 1971-es általános választást követően szétválasztották a parlamenti és a tanácstagi választás időpontját, a tanácstagokat már 1973-ban megválasztották. 1976-ban viszont ismét módosították a vonatkozó törvényt, a következő esedékes tanácstagi választást elhalasztották, helyette a hivatalban lévő tanácstagok megbízatását meghosszabbították a következő, 1980-as országgyűlési választásig.)
Valódi különbség az 1971-es és az 1975-ös választás között csak az volt, hogy az új országgyűlés mandátumát megemelték négyről öt évre. Noha papíron továbbra is bárki jelöltethette magát, mégis csak a Hazafias Népfront jelöltjei indulhattak (és jutottak be) a parlamentbe.
| Jelölő szervezet                  | Részvételi arány | Választási eredmény |
| --------------------------------- | ---------------- | ------------------- |
| Hazafias Népfront                 | 97,6%            | nincs adat          |
| Összes parlamenti képviselő száma | MSZMP-tag        | pártonkívüli        |
| 352                               | 215              | 137                 |

### 1980
Az 1971 után ismét általános (azaz egyidejű országgyűlési és helyi tanácstagi) választást június 8-án bonyolították le. A 352 választókerületben alig valamivel több, mindössze 367 jelöltet indítottak. 1980-ban az 1958-as választás óta először került be kevesebb független (nem párttag) a parlamentbe az előző ciklushoz viszonyítva; ismét csak HNF jelöltek.
| Jelölő szervezet                  | Részvételi arány | Választási eredmény |
| --------------------------------- | ---------------- | ------------------- |
| Hazafias Népfront                 | nincs adat       | nincs adat          |
| Összes parlamenti képviselő száma | MSZMP-tag        | pártonkívüli        |
| 352                               | 252              | 100                 |

### 1985
Az 1985-ös országos és általános (tanácsi és parlamenti) választásokat június 8-án rendezték meg. Különlegességét a Kádár-rendszer (és kelet-európai és szovjet szocializmus általános) hanyatlása adta, ami már az 1980-as évek elejétől egyre inkább gyorsult, ill. vált láthatóvá, és amivel párhuzamban jelent, majd erősödött meg a demokratikus ellenzék.
Ekkorra már a párton belül is indulhattak reformkezdeményezések. 1981-ben a Beszélő megalapításával beindult az ellenzéki sajtó is, igaz kezdetben még szamizdatként (azaz illegálisan). Az 1983. évi III. törvény az addig lehetőségként élő többes jelölés intézményét kötelezővé tette, és megengedte a Hazafias Népfront két hivatalos jelöltjén kívül más jelöltek indítását is. Az ellenzékiek ebben komoly lehetőséget láttak arra, hogy belülről változtathassák meg a rendszert, s a 352 egyéni képviselői helyre összesen 766 jelöltet indítottak. A rendszer a saját vezetőinek bebiztosítása érdekében újra bevezette az 1966-ban eltörölt országos listát is, amire 35 jelentős közéleti szereplőt, köztük a legfőbb kommunista vezetőket rakták fel, így alakítva ki a 387 fős parlamenti létszámot.
|                        |                      |                    |           | Országos lista       | Országos lista     | Országos lista |        | Választókerületek | Választókerületek | Választókerületek |  |
|                        | jogosultak arányában | szavazók arányában |           | jogosultak arányában | szavazók arányában |                |        |                   |                   |                   |  |
| ---------------------- | -------------------- | ------------------ | --------- | -------------------- | ------------------ | -------------- | ------ | ----------------- | ----------------- | ----------------- |  |
| Választójogosult       | Választójogosult     | Választójogosult   |           | 7 728 208            |                    |                |        | 7 568 480         |                   |                   |  |
|                        | Szavazó              | Szavazó            | 7 265 915 | 94,02%               |                    | 7 103 146      | 93,85% |                   |                   |                   |  |
|                        | érvényes szavazólap  | 7 210 495          | 93,30%    | 99,24%               | 6 716 387          | 88,74%         | 94,56% |                   |                   |                   |  |
| érvénytelen és hiányzó | 55 420               | 0,72%              | 0,76%     | 386 759              | 5,11%              | 5,44%          |        |                   |                   |                   |  |
| Távolmaradó            | Távolmaradó          | 462 293            | 5,98%     |                      | 465 334            | 6,15%          |        |                   |                   |                   |  |

A 766 jelölt közül 71-en nem a Hazafias Népfront listáján indultak, amivel az 1947-es választás, azaz 38 év óta először nyílt valódi alternatíva a választók előtt. Ötvennégy helyen hármas, négy helyen négyes jelölés is volt, 42 választókerületben pótválasztást is kellett tartani. 1947 után először kerültek be a kommunistákkal nem kollaboráló, annak kontrollja alatt nem álló személyek is. Az úgynevezett 71 „spontán jelölt” közül 32-en jutottak be, igaz köztük MSZMP-tag is volt (pl. Király Zoltán, aki Komócsin Mihály nyugalmazott megyei párttitkár ellenében jutott be Szegedről) viszont egyikük sem számított valóban ellenzékinek.
A demokratikus ellenzék számos jelöltje sikertelenül indult (feltéve, ha indulhatott), de a ciklus során felélesztették (az amúgy a szocializmus alatt mindvégig fennálló) visszahívás intézményét, és az így elmozdított képviselők helyére kiírt időközi választásokon már sorra ellenzéki jelöltek jutottak be a Kádár-korszak utolsó parlamentjébe. Így lett képviselő többek között Roszík Gábor (MDF), Debreczeni József (MDF), vagy Tamás Gáspár Miklós (SZDSZ) is.
Az Ellenzéki Kerekasztal tárgyalásainak keretében fokozatosan végbement magyarországi rendszerváltás az 1985-öshöz képest 1990-ben már valódi demokratikus tétet adott a soros országgyűlési választásoknak, ami végleg megszüntette a kommunisták egyeduralmát. 1990-ben egyúttal újra szétválasztották az országgyűlési választásokat és a helyi önkormányzati választásokat, aminek érdekében (hogy ne fordulhasson elő ex lex állapot) a tanácsok megbízatását fél évvel meghosszabbították, hogy ezalatt kidolgozhassák az 1990-es magyarországi önkormányzati választás rendszerét és lebonyolításának módját.
| Összes parlamenti képviselő száma | MSZMP-tag | pártonkívüli / ellenzéki |
| --------------------------------- | --------- | ------------------------ |
| 387                               | ?         | ? / 0                    |